# Мальнате
Мальнате (італ. Malnate) — муніципалітет в Італії, у регіоні Ломбардія, провінція Варезе.
Мальнате розташоване на відстані близько 530 км на північний захід від Рима, 45 км на північний захід від Мілана, 5 км на південний схід від Варезе.
Населення — 16 912 осіб (2014).

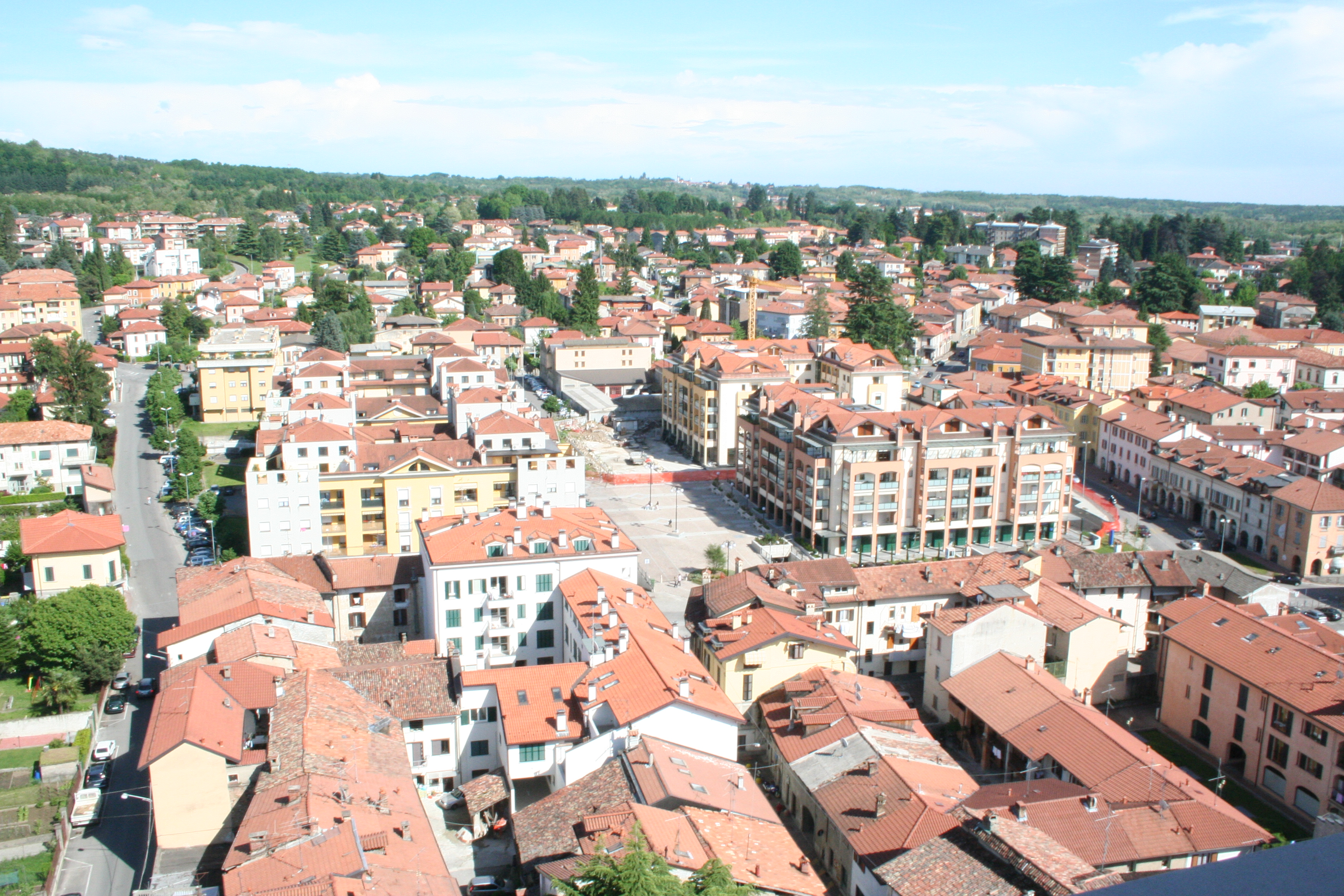

Щорічний фестиваль відбувається 11 листопада. Покровитель — святий Мартин Турський.

## Демографія
Населення за роками:

Станом на 1 січня 2023 року в муніципалітеті офіційно проживало 1112 іноземців з 62 країн, серед них 119 громадян країн Євросоюзу та 137 громадян України.

## Клімат
| Milano-Malpensa       | Місяці     | Місяці      | Місяці     | Місяці    | Місяці      | Місяці      | Місяці      | Місяці    | Місяці    | Місяці      | Місяці       | Місяці      | Пора | Пора | Пора | Пора  | Рік  |
| Milano-Malpensa       | Січ        | Лют         | Бер        | Кві       | Тра         | Чер         | Лип         | Сер       | Вер       | Жов         | Лис          | Гру         | Зим  | Вес  | Літ  | Осі   | Рік  |
| --------------------- | ---------- | ----------- | ---------- | --------- | ----------- | ----------- | ----------- | --------- | --------- | ----------- | ------------ | ----------- | ---- | ---- | ---- | ----- | ---- |
| Темп. макс. (°C)      | 6          | 9           | 13         | 17        | 21          | 26          | 29          | 28        | 24        | 18          | 11           | 7           | 7.3  | 17   | 27.7 | 17.7  | 17.4 |
| Темп. мін. (°C)       | -4         | -3          | 0          | 4         | 9           | 13          | 15          | 15        | 12        | 6           | 1            | -4          | -3.7 | 4.3  | 14.3 | 6.3   | 5.3  |
| Темп. макс. іст. (°C) | 21 (1982)  | 24.4 (1990) | 29 (2005)  | 28 (1975) | 31.6 (2007) | 34.8 (1996) | 37.5 (1998) | 38 (1981) | 34 (1983) | 30.5 (1997) | 23.8 (1989)  | 19.8 (1991) | 24.4 | 31.6 | 38   | 34    | 38   |
| Темп. мін. іст. (°C)  | -14 (1979) | -16 (1987)  | -12 (2005) | -7 (1981) | -5 (1979)   | 1 (1974)    | 5 (1974)    | 4 (1974)  | 1 (1976)  | -7.2 (1997) | -13.6 (1988) | -15 (1973)  | -16  | -12  | 1    | -13.6 | -16  |
| Опади (мм)            | 68         | 77          | 100        | 106       | 132         | 93          | 67          | 98        | 73        | 107         | 106          | 55          | 200  | 338  | 258  | 286   | 1082 |
| Вологість повітря (%) | 78         | 76          | 69         | 73        | 74          | 74          | 74          | 73        | 74        | 77          | 80           | 80          | 78   | 72   | 73.7 | 77    | 75.2 |
| Роза вітрів (Вузлів)  | N 4        | WSW 9       | SSW 9      | SSW 9     | SSW 9       | SSW 9       | SSW 9       | SSW 9     | S 4       | S 4         | SSW 4        | N 4         | 5.7  | 9    | 9    | 4     | 6.9  |

## Сусідні муніципалітети
- Бінаго
- Каньо
- Кантелло
- Лоцца
- Сольб'яте
- Варезе
- Ведано-Олона